# Foreign exchange subscriber
Pour les articles homonymes, voir FXS.
Un Foreign eXchange Subscriber (FXS) est un port qui raccorde la ligne téléphonique de l'abonné à un appareil de communication (modem, téléphone, fax, etc.). Il fournit la tonalité, le courant de charge et la tension électrique nécessaire pour faire fonctionner la sonnerie.
Le port FXS est "l'opposé" du port FXO, port qui reçoit la ligne.
Une prise "murale" d'une installation domestique, la prise téléphonique (à raccorder aux téléphones) des box d'offres Triple Play sont des exemples de ports FXS.